# 漢特冰原島峰
70°11′S 64°53′E / 70.183°S 64.883°E
漢特冰原島峰（英語：Hunt Nunataks）是南極洲的冰原島峰，位於麥克羅伯特森地，長4公里，屬於查爾斯王子山脈中阿索斯山脈的一部分，處於貝舍韋斯山以東4公里，現時由南極條約體系管理。